# Pamětní medaile 10. výročí parlamentu Kazachstánské republiky
Pamětní medaile 10. výročí parlamentu Kazachstánské republiky (kazašsky Қазақстан Республикасының Парламентіне 10 жыл) je státní vyznamenání Kazachstánské republiky založené roku 2005. Udílena je občanům Kazachstánu i cizincům.

## Historie a pravidla udílení
Medaile byla založena dekretem prezidenta Kazachstánu č. 1666 ze dne 7. listopadu 2005 na památku desátého výročí parlamentu. Udílí se občanům republiky i cizím státním příslušníkům za významný přínos k rozvoji a formování parlamentního systému v Kazachstánu.

## Popis medaile
Medaile kulatého tvaru o průměru 34 mm je vyrobena z mosazi. Na přední straně je uprostřed státní vlajka Kazachstánu. Vlajka je pokryta modrým smaltem. Ve spodní části medaile je vavřínová větvička. Napravo od vlajky je nápis 10 жыл. Zadní strana je matná. Uprostřed je nápis na třech řádcích Қазақстан Республикасының Парламенті. Ve spodní části pod nápisem je typický kazachstánský ornament. Všechny nápisy a motivy jsou konvexní. Okraje medaile jsou vystouplé.
Stuhou z hedvábného moaré je potažena kovová destička ve tvaru šestiúhelníku. Destička je vysoká 50 mm a široká 34 mm. Stuha modré barvy svým odstínem odpovídá barvě státní vlajky. Oba okraje jsou lemovány tmavě modrým proužkem širokým 4 mm. Uprostřed jsou dva žluté proužky široké 2 mm. Na zadní straně je špendlík, kterým se medaile připíná k oděvu.
Medaile byly vyráběny v kazachstánském městě Öskemen.